# بییاسکییا
بییاسکییا (به اسپانیایی: Villasequilla) یک شهرستان در اسپانیا است که در استان تولدو واقع شده‌است.

## خصوصیات
بییاسکییا ۷۷ کیلومترمربع مساحت و ۲٬۵۱۵ نفر جمعیت دارد و ۵۲۱ متر بالاتر از سطح دریا واقع شده‌است.